# Collection (album de Tracy Chapman)
Pour les articles homonymes, voir Collection.
 (septembre 2017).
Si vous disposez d'ouvrages ou d'articles de référence ou si vous connaissez des sites web de qualité traitant du thème abordé ici, merci de compléter l'article en donnant les références utiles à sa vérifiabilité et en les liant à la section « Notes et références ».
Albums de Tracy Chapman
Telling Stories
(2000) Let It Rain
(2002)
Collection est une compilation de l'auteure-compositeure-interprète folk et blues rock américaine Tracy Chapman. Sortie en 2001, elle regroupe les plus grands succès de ses cinq premiers albums studio, couvrant la période 1988-2000.
Collection atteint la 3e position dans le UK Albums Chart (classement britannique des ventes d'albums établi par la OCC) en octobre 2001.
L'album se classe en 10e place en Australie, et y est certifié double platine par l'ARIA.

## Liste des titres
Toutes les chansons sont écrites et composées par Tracy Chapman.
| 1.    | Fast Car                       | Tracy Chapman (1988)        | 4:59 |
| 2.    | Subcity                        | Crossroads (1989)           | 5:13 |
| 3.    | Baby Can I Hold You            | Tracy Chapman (1988)        | 3:15 |
| 4.    | The Promise                    | New Beginning (1995)        | 5:28 |
| 5.    | I’m Ready                      | New Beginning (1995)        | 4:56 |
| 6.    | Crossroads                     | Crossroads (1989)           | 4:13 |
| 7.    | Bang Bang Bang                 | Matters of the Heart (1992) | 4:23 |
| 8.    | Telling Stories                | Telling Stories (2000)      | 3:59 |
| 9.    | Smoke and Ashes                | New Beginning (1995)        | 6:39 |
| 10.   | Speak the Word                 | Telling Stories (2000)      | 4:13 |
| 11.   | Wedding Song                   | Telling Stories (2000)      | 4:37 |
| 12.   | Open Arms                      | Matters of the Heart (1992) | 4:35 |
| 13.   | Give Me One Reason             | New Beginning (1995)        | 4:30 |
| 14.   | Talkin' 'Bout a Revolution     | Tracy Chapman (1988)        | 2:41 |
| 15.   | She’s Got Her Ticket           | Tracy Chapman (1988)        | 3:57 |
| 16.   | All That You Have Is Your Soul | Crossroads (1989)           | 5:18 |
| 72:54 |                                |                             |      |

## Certifications
| Région                                                                                                 | Certification | Ventes/Streams |
| --- | ------------- | -------------- |
| Australie (ARIA)                                                                                       | 2 × Platine   | 70 000^        |
| Autriche (IFPI)                                                                                        | Or            | 0x             |
| France (SNEP)                                                                                          | Platine       | 300 000*       |
| Allemagne (BM)                                                                                         | Or            | 150 000^       |
| Nouvelle-Zélande (RMNZ)                                                                                | Platine       | 15 000^        |
| Suède (GLF)                                                                                            | Or            | 0^             |
| Suisse (IFPI)                                                                                          | Or            | 20 000x        |
| Royaume-Uni (BPI)                                                                                      | Platine       | 300 000^       |
| *Ventes selon la certification ^Mise en rayon selon la certification xNon précisé par la certification |               |                |